# 東風平駅
東風平駅（こちんだえき）は、かつて沖縄県島尻郡東風平村東風平（現在の沖縄県島尻郡八重瀬町東風平）に存在した沖縄県営鉄道糸満線の鉄道駅（廃駅）である。

## 歴史
- 1923年（大正12年）7月11日（同年7月10日とも[2]）：糸満線の開通と同時に開業[1]。有人駅であった[2]。糸満線内の途中駅としては唯一駅舎が存在した[3]。
- 1945年（昭和20年）：沖縄戦による線路の破壊のため、路線自体が事実上廃止[4]。最終運行は3月28日頃[2]。

## 駅周辺
当駅は糸満線内で利用者数が最多であり、駅前からは港川方面に向かうバスが発着していた。現在は廃駅後の周辺は住宅地となっており、付近には東風平（北）交差点が存在する。歩道には当時の線路のイメージが示されており、現地には営業当時の当駅の風景を伝承するためのパネルも設置されている。

## 隣の駅
沖縄県営鉄道
糸満線
屋宜原駅 - 東風平駅 - 世名城駅